# Глинчуки
Глинчуки́ —село в Україні, у Збаразькій міській громаді Тернопільського району Тернопільської області України. Розташоване на річці Гніздечна, на півночі району.  Населення становить 32 осіб (2001) 25 осіб (2014) До вересня 2015 підпорядковане Колодненській сільській раді.

## Історія
Засноване у 1895 році. Назва походить, імовірно, від прізвища першопоселенця або від місця розташування – на глинистій землі. На початку 20 ст. населений пункт згаданий як хутір, в якому 8 будинків. Протягом 1933–1939 рр. хутір належав до ґміни Колодно (нині с. Колодне), у 1940-х–1950-х рр. – до Колодненської сільської ради.
У лютому 1952 р. на хуторі – 14 будинків, 55 жителів; цього ж року прийнято рішення про переселення мешканців хутора у Колодне; план не реалізовано, згодом населеному пунктові надано статус села.
З вересня 2015 року і до червня 2020 року Глинчуки входили у склад Колодненської сільської громади.
12 червня 2020 року, відповідно до Розпорядження Кабінету Міністрів України від  № 724-р «Про визначення адміністративних центрів та затвердження територій територіальних громад Тернопільської області», село увійшло до складу Збаразької міської громади.
19 липня 2020 року, в результаті адміністративно-територіальної реформи та ліквідації Збаразького району, село увійшло до складу новоутвореного Тернопільського району.

## Галерея

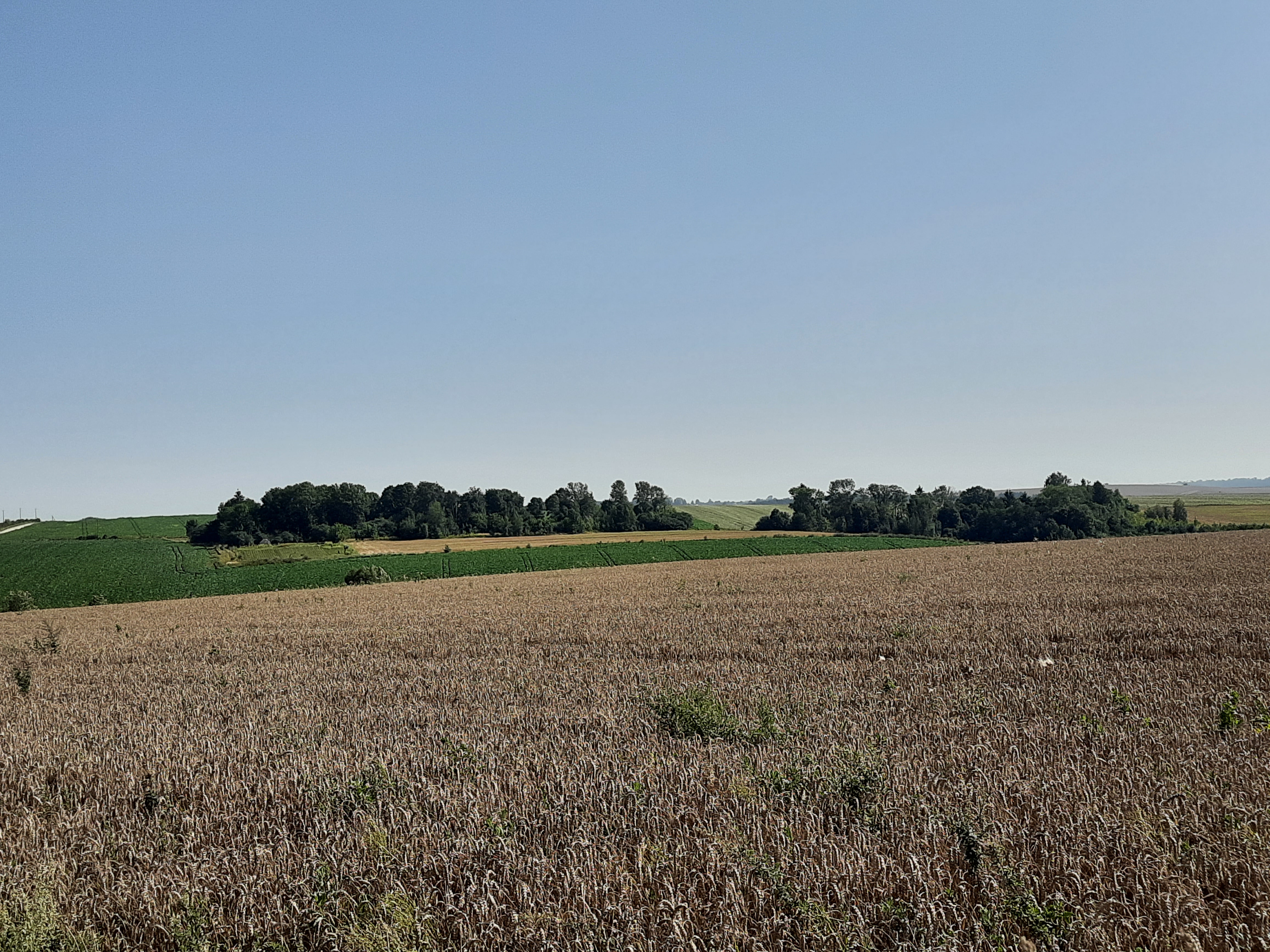
Вигляд на село з пагорба
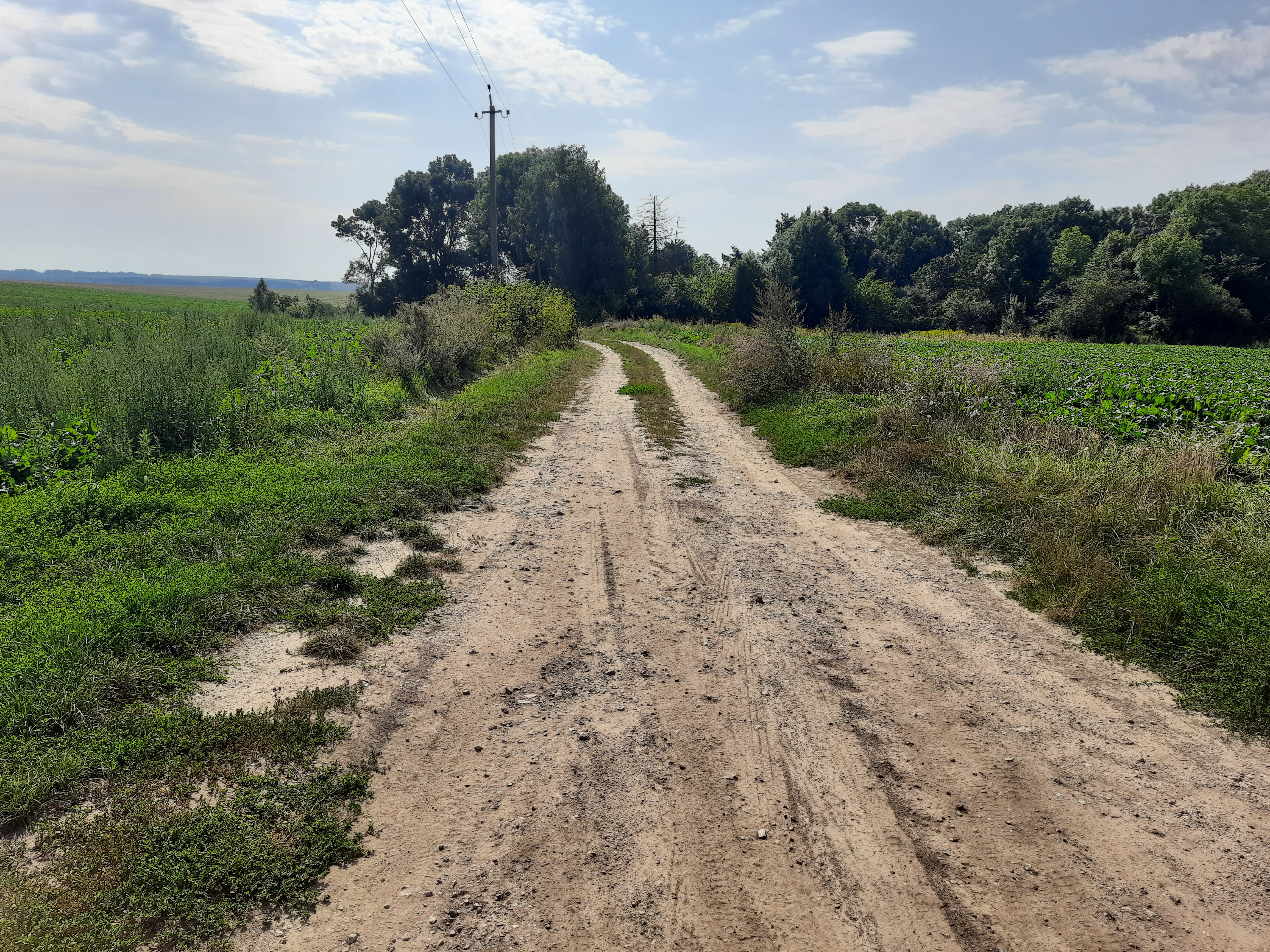
Дорога в село
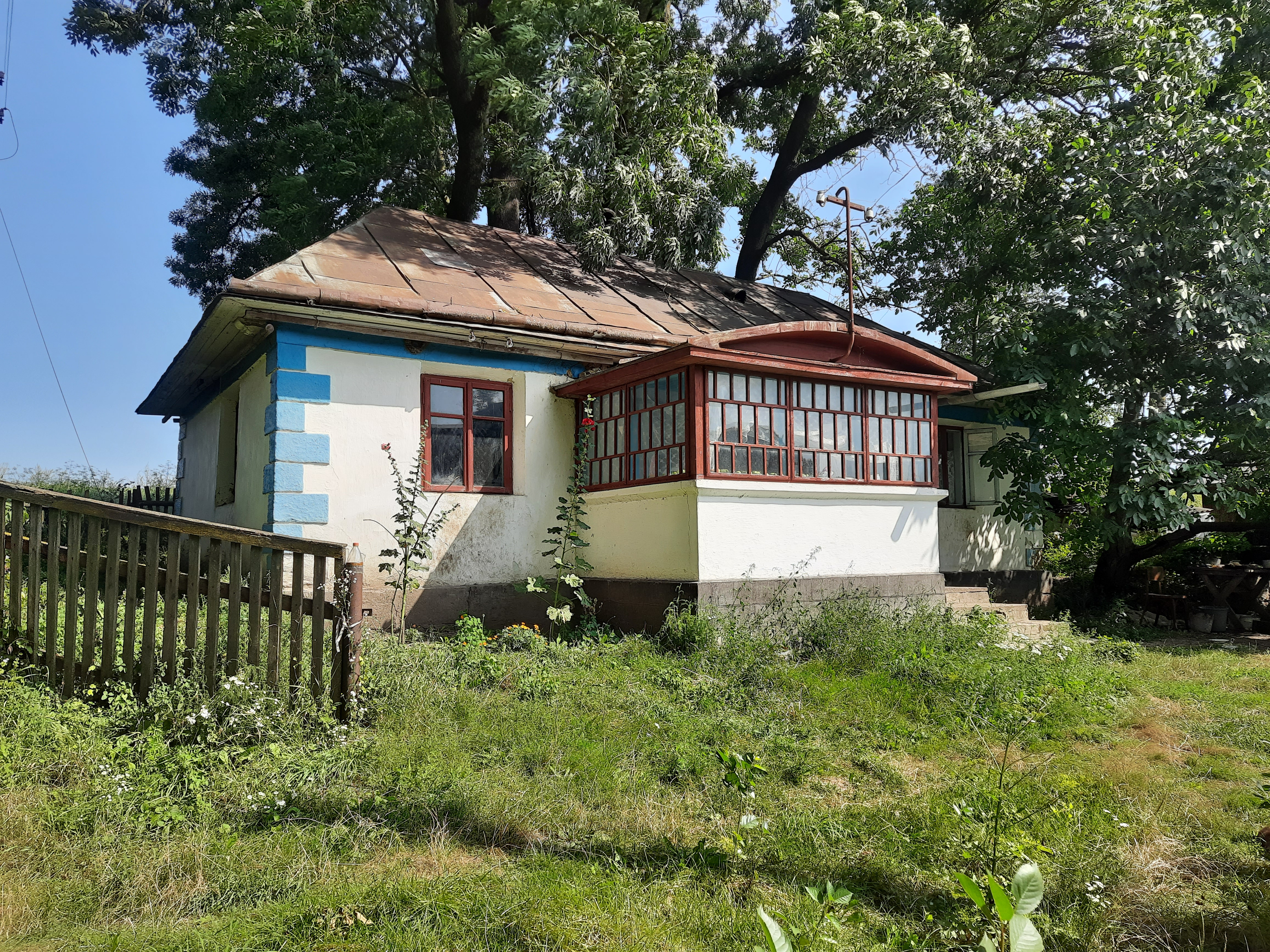
Єдина оселя, де ще живуть люди.
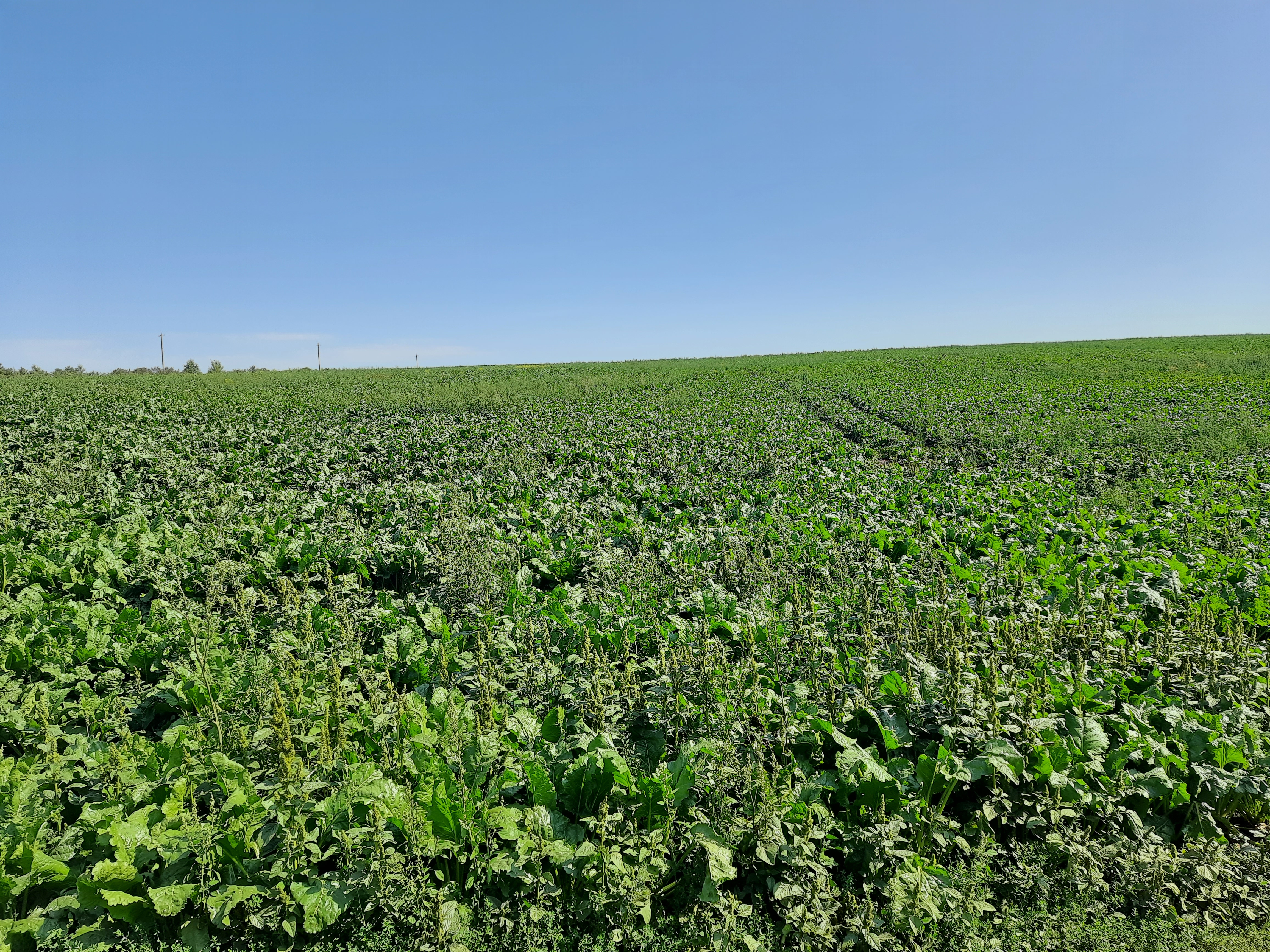
Бурякове поле біля села Глинчуки